# Vanadiooxidravita
|  | No s'ha de confondre amb l'oxivanadiodravita.. |

La vanadiooxidravita és un mineral de la classe dels silicats que pertany al grup de la turmalina. El seu nom va referència al seu contingut en vanadi i a la seva relació amb la dravita.

## Característiques
La vanadiooxidravita és un ciclosilicat de fórmula química NaV₃(Al₄Mg₂)(Si₆O18)(BO₃)₃(OH)₃O. Cristal·litza en el sistema trigonal en cristalls prismàtics acabats, de fins a 0,3 mm. És l'anàleg mineral amb vanadi de la cromoaluminopovondraïta i la bosiïta; i amb alumini de la vanadiooxicromodravita. Una sèrie de solució sòlida completa existeix entre l'oxidravita, la vandiooxidravita i l'oxivanadiodravita.

## Formació i jaciments
La vanadiooxidravita és un mineral primari en metaquarsita en marbre. Va ser descoberta a la pedrera Pereval Marble, a l'àrea del llac Baikal (óblast d'Irkutsk, Rússia). Es tracta de l'únic lloc on ha estat trobada aquesta espècie mineral.